# Amenemhat I.
Amenemhat I. je bio prvi vladar Dvanaeste dinastije (dinastije za koju neki smatraju da je osnovala Srednje kraljevstvo Egipta).  Vladao je od 1991. pr. Kr. do 1962. pr. Kr. 
Amenemhet I nije bio kraljevskog roda, pa je bio prisiljen poduzeti mjere kako bi osigurao svoj kraljevski autoritet, kao što su književna djela (v. Proročanstvo Neferti, Instrukcije Amenemhata) i povratak izgradnji kompleksa u stilu piramida karakterističnih za vladare 6. dinastije. Amenemhat I je također prijestolnicu premjestio iz Tebe u Itjtawy, a sahranjen je u el-Lishtu.
Njegov sin Senwosret I je slijedio primjer oca te sagradio piramidu u Lishtu,  iako je ta tradicija prestala s Amenemhatom II. Senwosretova piramida je po stilu bliža 6. dinastiji nego priramida Amenemhata I.  Za Amenemhata I i Senwosreta I se vjeruje da su vladali zajednički (suvladarstvo) najmanje 10 godina, te da je Amenemhat I slavio svoj jubilej (festival sed) godinu dana poslije početka zajedničke vlasti.

## Atentat
Za Amenhamata se vjeruje da je ubijen u zavjeri dvostrukog harema dok je spavao, a da su počinitelji kraljevski tjelohranitelji. To se dogodilo dok je njegov suvladar i sin vodio pohod na Libiju.
Ime Amenemhata I se vezuje uz jedan od dva sebayta ili etičkih "nauka" pripisanih egipatskih monarsima.
Dokument ima naziv Instrukcije Amenemhata I. Drugi kraljevski sebayt je bio Instrukcije za kralja Merikaru koji je živio u Prvom prijelaznom periodu, ali za čiji tekst se smatra da je napisan u doba Srednjeg kraljevstva. S obzirom na to da je Merikara živio u opskurnom i burnom periodu od Sedme do Devete dinastije, skoro ništa se ne zna o njegovom ocu koji je napisao instrukcije.
Naguib Mahfouz, egipatski pisac-nobelovac uključio je Amenemhata I 1941. u svoju zbirku "Awdat Sinuhi". Pripovijest je na engleski preveo Raymond Stock 2003. kao "The Return of Sinuhe" u zbirci Mahfouzovih novela Voices from the Other World.  Priča se neposredno temelji na "Priča o Sinuheu", te dodaje element ljubavnog trokuta između Amenemhata I i Sinuhea koja se ne nalazi u originalu.

## Nasljedstvo
Amenemhat I je prvi kralj Egipta koji je kao suvladara imao svog sina - Senusreta I. Stela s dvostrukim datumom spominje 30. godinu Amenemhata I i 10. godinu Senusreta I, što sugerira da je Senusret postao suvladarom u Amenemhatovoj 20. godini vladavine.